# Gabrijel Bukatko
Gabrijel Bukatko (Donji Andrijevci, 1913. január 27. – Verbász, 1981. október 19.) katolikus pap, belgrádi érsek.

## Pályafutása
A gimnáziumot Visokóban a ferenceseknél végezte, míg teológiai tanulmányait Rómában, ahol doktori fokozatot is szerzett. 1939. április 2-án szentelték pappá.
A Kőrösi egyházmegyében püspöki titkárként szolgált, később kanonok lett.

### Püspöki pályafutása
1952. február 23-án kőrösi apostoli adminisztrátorrá és severianai címzetes püspökké nevezték ki. Április 27-én szentelte püspökké Josip Ujčić belgrádi érsek, Josip Lach zágrábi segédpüspök és Stjepan Bauerlein diakovári segédpüspök segédletével. 1960. július 22-én megyéspüspöki kinevezést kapott. Tíz évig a jugoszláv püspöki konferencia titkáraként szolgált.
1961. március 2-án belgrádi koadjutor érsekké és mocissusi címzetes érsekké nevezték ki Josip Ujčić mellé. Április 4-től ebben a tisztségében újra apostoli adminisztrátorként vezette tovább a Kőrösi egyházmegyét is, június 28-án pedig a szintén Ujčić által vezetett Bánsági apostoli adminisztratúra koadjutor apostoli adminisztrátora is lett. Elődje halála után, 1964. március 24-én vette át mindkét egyházmegye vezetését érsekként, illetve apostoli adminisztrátorként. Nehéz gazdasági helyzettel és paphiánnyal nézett szembe, melynek kezelését elsődleges feladatának tekintette; emellett a második vatikáni zsinat határozatainak egyházmegyéjében való megvalósításán is elkötelezetten dolgozott. Jó kapcsolatokat alakított ki a szerb ortodox egyházzal, amit segített a diplomáciai kapcsolatok 1966-os felvétele Jugoszlávia és az Apostoli Szentszék között.
1971. december 22-én lemondott a Bánsági apostoli adminisztratúra vezetéséről, a Belgrádi főegyházmegye élén 1980. március 4-ig szolgált. Ezt követően Bácskeresztúrra vonult vissza. A Szent Miklós-székesegyházban temették el.